# Hitohira no Hanabira
«Hitohira no Hanabira» — первый сингл японской рок-группы Stereopony. Релиз состоялся 5 ноября, 2008, при gr8! Records. Главная песня, «Hitohira no Hanabira», послужила для 17 эндинга аниме Блич.
Сингл занял #25 место еженедельного чарта Oricon.

## Список композиций
1. Hitohira no Hanabira (яп. ヒトヒラのハナビラ lit. A Single Flower Petal)
2. Nyamī (яп. ニャーミィ)
3. Yūkan na Funny Friends (яп. 勇敢なファニーフレンズ Yūkan na Fanī Furenzu, lit. Brave Funny Friends)
4. «Hitohira no Hanabira» (Instrumental)

### Продажи Орикона (Япония)
| Релиз          | Чарт             | Место | Продажи |
| -------------- | ---------------- | ----- | ------- |
| Ноябрь 5, 2008 | Недельный Орикон | 25    | 15,489  |